# 玉女蜑螺
玉女蜑螺（学名：Nerita polita），是原始腹足目蜑螺科蜑螺属的一种。主要分布于新加坡、马来西亚、印度尼西亚、中国大陆、台湾，常栖息在海边珊瑚礁、贝壳砂、潮间带岩礁、潮间带。